# Kada (Togo)
Pour les articles homonymes, voir Kada (homonymie).
« Kada » redirige ici. Pour l’article homophone, voir CADA.
Kada est une petite ville du Togo située dans la préfecture de Bassar, dans la région de la Kara

## Géographie
Kada est situé à environ 45 km de Kara.

## Vie économique
- Réparation mécanique

## Lieux publics
- École primaire
- Infirmerie